# Azibo
L'Azibo  est une rivière de Zambie et un des affluents du Zambèze.

## Géographie
D'une longueur de 312 km, l'Azibo prend sa source dans les collines de Niangé, au sud est de la Zambie.